# Loi électorale du 3 mars 1831

Médaille faite par Maurice Borrel : Les députés du peuple belge sont élus directement à la représentation nationale

La loi électorale du 3 mars 1831 est une loi belge qui accorde le droit de vote aux Belges de sexe masculin selon le principe du suffrage censitaire.

## Contexte historique
Des suites de la révolution belge de 1830, l’idée dominante en Belgique était que l’on ne pouvait prétendre purement et simplement au droit de vote. Afin d’avoir accès au vote, il fallait disposer de certaines capacités. Les élections se faisaient donc via un suffrage capacitaire. En 1830, le gouvernement provisoire du pays constitué d’Alexandre Gendebien, André-Edouard Jolly, Charles Rogier, Louis de Potter, Sylvain Van de Weyer, le baron Feuillen de Coppin, le comte Félix de Merode, Joseph van der Linden et le baron Emmanuel Van der Linden d'Hooghvorst déclare l’indépendance Belge par un décret le 4 octobre 1830 qui annonce la convocation d’un Congrès national belge dont le but est la représentation des diverses provinces du pays ainsi que de mettre en place une Constitution. Pour ce faire, des élections doivent être tenues. La question de la nature du suffrage se pose alors. Ainsi, le 6 octobre 1830, un comité central, composé de membres du gouvernement provisoire, c'est-à-dire de Louis De Potter, Charles Rogier, Sylvain Van de Weyer, Félix de Mérode, est créé afin de définir les principes fondamentaux autour desquels évoluera le pays, parmi lesquels le choix d’une monarchie héréditaire, le bicamérisme et les modalités de l’élection au Congrès national. Ces dernières seront décidées en une seule séance, sans débat de fond et d’un accord général. Ces modalités seront publiées le 10 octobre 1830. Le Congrès national opte donc pour l’abandon du suffrage capacitaire au profit du suffrage censitaire et dont le montant inscrit dans la constitution sera compris entre 20 et 100 florins. Le suffrage censitaire restera en vigueur en Belgique jusqu’en 1893,.

## Principes directeurs au suffrage
Le suffrage universel était considéré à l'époque comme une solution trop utopiste et irréalisable. L’un des principes directeurs au choix du suffrage censitaire repose sur la volonté d’assurer que les électeurs présenteraient les garanties « d’ordre » (c’est-à-dire d’attachement à l’ordre établi), de « lumières et d’indépendance nécessaire pour remplir leur fonction ». L’élite dominante estimant que les électeurs devaient disposer de certaines aptitudes et d’une certaine indépendance économique. La conception à la base de ce raisonnement et qui est privilégiée par les élites dirigeantes de l'époque est celle de « l’électorat-fonction ». Ces principes seront des préoccupations majeures, notamment du côté des Libéraux redoutant l’influence de l’église et des catholiques. La loi entre donc en vigueur dans un contexte politique et une volonté d’unionisme belge entre catholiques et libéraux, afin d’assurer un équilibre entre les deux tendances. C’est pourquoi sera établi par la loi un régime de cens différentiel, plus élevé dans les villes que dans les campagnes, afin d’assurer un équilibre numérique entre les électeurs urbains et ruraux. Ce cens sera abaissé au minimum constitutionnel en 1848, c’est-à-dire 20 florins, afin de contenter la petite bourgeoisie des villes et afin d’éviter une contagion des révolutions de février 1848 que connait la France à cette même période. Le nombre d’électeurs en 1848 passe donc de 1,5% à 2% de la population Belge, soit 7% de la population masculine adulte. En 1875, les électeurs pour les élections législatives sont au nombre de 114 000. Ils seront de 225 000 aux élections provinciales et de 359 000 aux élections communales. Le cens représentait également une condition d’éligibilité au sénat.

## La loi
La loi prend la forme d'une série d'articles qui seront détaillés dans le point suivant. Ce point abordera la loi en elle-même, ainsi que les conditions pour profiter des droits offerts par celle-ci aux électeurs. Seront donc cités et développés successivement certains numéros d'articles en analysant les différents titres de la loi et leur contenu.

### Les électeurs
L'article 1 stipule les conditions pour pouvoir jouir du droit de vote. Il faut, pour ce faire, être belge de naissance ou avoir obtenu la reconnaissance de la part du gouvernement comme étant assimilé à un belge (donc la naturalisation).
L'article 2 stipule qu'il faut être de sexe masculin et âgé de 25 ans accomplis : le fait est qu'il faut avoir 25 ans accomplis le jour de la clôture des listes, et non le jour des élections comme c'est le cas aujourd'hui.
L'article 3 stipule qu'il faut verser au trésor de l’État la quotité de contributions directes : en 1831, selon le principe de suffrage censitaire, il était donc nécessaire de payer un impôt pour pouvoir voter.
L'article 4 de cette même loi sert à prouver que le cens a été payé. Il stipule que Le cens électoral sera justifié, « soit par un extrait des rôles des contributions, soit par les quittances de l'année courante, soit par les avertissements du receveur des contributions ».
L'article 5 énumère les causes d'exclusions du droit de vote, c'est-à-dire les personnes qui ont été condamnées à des peines afflictives ou infamantes, les personnes en faillite ou qui ont fait cessation de biens. Certaines infractions comme le vol ou l'abus de confiance font également l'objet de peines d'exclusions du droit de vote. Dans le cas où l'interdiction d'exercer ses droits politiques résulterait d'une cessation de biens ou d'une faillite, le simple recouvrement des dettes par l'électeur pénalisé au créancier lui permet de récupérer ses droits. En revanche, concernant les infractions, certaines font qu'il est impossible de récupérer ses droits politiques, alors que d'autres le permettent, mais seulement après réhabilitation,.

### Les listes électorales
Les listes électorales permettent de répondre à la question « qui peut concrètement voter ? ». Si on remplit toutes les conditions pour avoir le droit de vote, il faut dès lors être inscrit sur la liste du lieu où l'on se trouve. Comme indiqué à l'article 6 de la loi électorale, cette liste est permanente, sauf si de nouvelles personnes désirent voter et remplissent les conditions, ou si certaines en sont exclues pour des causes citées ci-dessus, la révision de ces listes est faite chaque année entre le 1er et le 15 avril annuellement par le collège des bourgmestres et échevins, comme l'indique l'article 7, et affichée dans le district par ce même collège à la fin du délai de révision conformément à l'article 8 de la loi électorale. Un délai de 10 jours est également disponible pour toute réclamation en rapport avec ces listes auprès de la députation permanente.

### Les collèges électoraux
L'article 17 de la loi dispose que ces collèges ne peuvent s'occuper que de l'élection des députés. Cela résulte d'une volonté de faire attention qu'il n'y ait aucune manipulation politique de ces collèges.
L'article 19 précise qu'une amande pouvant aller jusqu'à 500 florins peut être possible en cas de non-respect des règles électorales, ou d'un emprisonnement en cas d'insolvabilité.
Concernant les votes, ceux-ci doivent porter une désignation suffisante, c'est-à-dire que le bulletin de vote doit clairement désigner un candidat, sans quoi le vote sera considéré comme nul (article 34).
Pour tout problème, le chef du collège peut prendre également la fonction de président du tribunal de première instance qui est compétent.

### Les éligibles
Les articles 41 et 42 de la loi électorale précisent les conditions d'éligibilité pour la Chambre et le Sénat. Les conditions similaires aux deux sont d'une part être Belge de naissance ou avoir obtenu la grande naturalisation, de jouir des droits civils et politiques et d'être domicilié en Belgique. Il y a cependant deux différences entre l’éligibilité à la Chambre et au Sénat : L’âge minimum pour être éligible à la chambre est de 25 ans contre 40 à la chambre ainsi que le payement d'au moins 1000 florins d'impositions directes pour les élections au sénat, alors qu'il n'y a pas de dispositions semblables pour l'éligibilité à la chambre. Concernant les autres dispositions, on en retrouve déjà évoquées précédemment. C'est auprès de la députation permanente que, par exemple, l'on fait les recours, et les infractions ou insolvabilité citées à l'article 5 de la loi électorale peuvent également être punies d'une privation du droit à l'électorat.

## La fin du vote censitaire en Belgique
En 1885 a lieu la création du parti ouvrier belge (POB). Dans sa volonté de paraître plus proche du peuple et d'augmenter son influence politique, il va commencer à militer pour un agrandissement du taux d’électeurs. Suivi par de nombreuses personnes, des manifestations vont éclater un peu partout dans le pays pour plus de libéralisme, faisant même un certain nombre de morts. À la suite de ces événements, le vote censitaire sera officiellement remplacé par la suffrage universel masculin tempéré par le vote plural en 1893, ce qui marque la fin du suffrage censitaire en Belgique. Cela représente le premier changement de système électif que connaîtra la Belgique depuis sa création en 1830.